# Sven Šestak
Sven Šestak (Koprivnica, 11. ožujka 1974.) je hrvatski kazališni, televizijski i filmski glumac.

## Filmografija

### Televizijske uloge
- "Crno-bijeli svijet" kao prodavač, rezervist stariji (2015., 2019.)
- "Najbolje godine" kao doktor (2010.)
- "Zakon!" kao Duško (2009.)
- "Stipe u gostima" kao gluhonijemi mladić (2008.)
- "Tužni bogataš" kao fotoreporter (2008.)
- "Naša mala klinika" (2007.)
- "Bitange i princeze" kao Srećko Korkut/Časlav Benzoni (2007.)
- "Odmori se, zaslužio si" kao ekolog (2007.)
- "Bibin svijet" kao Moris (2007.) i kao Martin Fruk #2 (2009. – 2011.)
- "Bumerang" kao Anđelko (2006.)
- "Balkan Inc." kao Žuti (2006.)
- "Nora Fora" kao Živac (2004.) - posudio glas
- "Skočidan kao Onko (2003.)

### Filmske uloge
- "Zabranjeno smijanje" kao Drago (2012.)
- "Iza stakla" kao Anin prijatelj (2008.)
- "Armin" kao konobar iz sale (2007.)
- "Nije bed" (2004.)
- "Prezimiti u Riju" kao Tomo (2002.)
- "24 sata" (2001.)
- "Višnje u rakiji" (2000.)
- "Nit života" kao Siki (2000.)
- "Trgovci srećom" (1999.)
- "Vrlo tužna i tragična priča" (1997.)
- "Čudnovate zgode šegrta Hlapića" kao Lisac (glas) (1997.)

### Sinkronizacija
- "Pokémon: Mewtwo uzvraća udarac – Evolucija " kao dr. Fuji i Meowth (2020.)
- "Prste(n) k sebi" kao Okar (2016.)
- "Gladijatorska akademija" kao Hokus (2010.)
- "Čudovišta iz ormara" (2009.)
- "Knjiga o džungli 2" kao M.C. Majmun (2008.)
- "Zvončica" (franšiza) kao Bobl (2008. – 2014.)
- "Juhu-hu" kao Alfredo Lingvini (2007.)
- "Sezona lova" kao Prijatelj, Patris i Piroškić (2006.)
- "Garfield 2: Priča o dvije mačke" kao Preston (2006.)
- "Pinokio i car noći" kao Florijan i najavljivač cirkusa (2006.)
- "Spektakularni Spiderman" kao Peter Parker/Spiderman (2005.)
- "Bambi" kao Cvjetić (odrasli) (2005.)
- "Dogtanian i tri mušketira" kao Porthos, Aramis, g. Vidmar, batler, kardinalova garda i kočijaš (2003.)
- "Potraga za Nemom" kao Mjehurić (2003.)
- "Dinotopia 3" (2002.)
- "Dinotopia 2" (2002.)
- "YooHoo i prijatelji" kao Roodee
- "Pustolovine Marka i Goge" kao Dvorski
- "DI-GATA" kao Flinch
- "Cubix" kao Dr. X
- "Pokémon" kao Meowth
- "Voljeni doktor Martini" kao Raponi, Giacinto
- "Kućni svemirci" kao Dinko
- "Krava i pile" kao Grga, Lasica

## Vanjske poveznice
- Sven Šestak u internetskoj bazi filmova IMDb-u (engl.)